# Новокатеринівське відслонення бешівського вапняку
Новокатери́нівське відсло́нення бе́шівського вапняку́ — один з об'єктів природно-заповідного фонду Донецької області, геологічна пам'ятка природи загальнодержавного значення.

## Розташування
Розташована у Старобешівському районі Донецької області між селом Новокатеринівка та селищем міського типу Старобешеве, на лівому березі річки Кальміус на землях Осиківської сільської ради. Координати: 47° 43' 47" північної широти, 38° 08' 23" східної довготи.

## Історія
Статус пам'ятки природи присвоєно розпорядженням Ради Міністрів УРСР від 14 жовтня 1975 року. — 780-р.

## Мета
Мета створення пам'ятки природи — збереження ділянки відслонення трьох горизонтів рифового вапняку потужністю 1—6 м з великою кількістю викопної фауни, які підстелені шарами кварцовидного пісковику з шарами вугілля.

## Завдання
Основним завданням пам'ятки природи є:
- створення умов для збереження в природному стані унікальних у природоохоронному, науковому, пізнавальному та естетичному відношенні геологічних утворень;
- поширення екологічних знань серед населення регіону;
- підтримання загального екологічного балансу в регіоні.

## Загальна характеристика
Площа пам'ятки — 10 га. Пам'ятка природи являє собою оголені пласти намюрського ярусу нижньокам'яновугільного відділу у великому закруті річки Кальміус, неподалік від місця впадіння до неї річки Осикової.
Це найпотужніше відслонення нижнього карбону в Донецькому вугільному басейні.
Морські відкладення в Новокатеринівському відслоненні багатоярусні. У нижній частині на поверхню виходять потужні рифові пісковики з горизонтальною шаруватістю. Вище пісковиків розташований вугільний пласт потужністю 0,4 метра, покритий алевролітом.
Вище вугільного пласта розташовані два шари вапняків, загальна потужність яких становить 21,5 метра. Пласти вапняків розділені шаром аргілітів потужністю 10 метрів.
У відкладеннях трапляється багато залишків коралів, морських їжаків, трилобітів.